# Elobey Grande
Elobey Grande é uma ilha de 2,27 km² (227 hectares) situada na foz do rio Muni, na Guiné Equatorial. Administrativamente, é parte integrante da região de Rio Muni, sendo a maioria da população de etnia Benga, com alguma mistura com Envicos e Balengues. O clima é tropical quente e úmido e a ilha é coberta de floresta tropical e coqueirais.
Etimologicamente, o termo Elobey vem da palavra em língua Benga eloba ou elobe, que se refere a uma árvore outrora muito comum na ilha. Em virtude de se situarem numa zona intertropical, tanto Elobey Grande quanto Elobey Pequeno foram anteriormente chamadas de «islas de los Mosquitos».

Ilha de Corisco e Ilhas Elobey